# Olivier Ibanès
Olivier Ibanès, né le 15 juin 1971, est un pentathlonien français.
Il est médaillé d'argent par équipes aux Championnats d'Europe de pentathlon moderne 1999 à Drzonków .
Aux Championnats d'Europe de pentathlon moderne 2000 à Székesfehérvár, il est médaillé d'argent en relais et médaillé de bronze par équipes.